# LPGA Tour 1956
Navigation
Édition précédente Édition suivante
Le LPGA Tour 1956 est la septième édition du Ladies Professional Golf Association Tour (LPGA), circuit professionnel féminin de golf, qui se déroule du 14 janvier 1956 au 21 octobre 1956 exclusivement aux États-Unis à l'exclusion d'un tournoi à Cuba. Cette septième édition de ce circuit permet de proposer un certain nombre de tournois professionnels destinés aux femmes en dehors des compétitions amateurs. La volonté de la professionnalisation des golfeuses leur permet désormais de gagner de l'argent en jouant au golf.
Cette saison comporte vingt-cinq tournois, soit deux de mois qu'en 1955, auxquels sont insérées des dotations financières en fonction du résultat de la golfeuse. Quatre de ces tournois sont considérés comme « tournoi majeur » - le Championnat Titleholders, le Championnat LPGA, le Western Open et l'Open américain - et sont considérés comme les plus prestigieux et difficiles à remporter.
Marlene Hagge gagne pour la première fois le classement des gains avec 20 235 $ en remportant huit victoires dont un tournois majeur : le Championnat LPGA. Les trois autres tournois majeurs, le Championnat Titleholders, le Western Open et l'Open américain, sont respectivement remportés par les Américaines Louise Suggs, Beverly Hanson et Kathy Cornelius. L'Uruguayenne Fay Crocker est la seule non-américaine à s'imposer dans un tournoi sur le circuit LPGA cette saison. Enfin, le « Trophée Vare », créé en 1953, récompensant la golfeuse ayant la moyenne de score la plus basse de la saison est remporté par Patty Berg pour la troisième fois en quatre ans.

## Histoire
Pour l'organisation de cette septième édition, tous les tournois se disputent aux États-Unis, excepté un tournoi à Cuba, par des golfeuses principalement américaines professionnelles et amateures. Depuis sa création, c'est la première fois que le LPGA organise un tournoi hors des frontières des États-Unis. Le calendrier établi fait débuter la saison en Géorgie. L'Open de Sea Island ouvre la saison avec la victoire de Marlene Hagge. Au cours de cette saison, tous les tournois ont été remportés par des golfeuses professionnelles. L'Uruguayenne Fay Crocker est la seule non-américaine à remporter un tournoi du LPGA cette saison.
Avec huit tournois remportés dont un tournoi majeur, le Championnat Titleholders, l'Américaine Marlene Hagge termine première au tableau des gains avec 20 235 $ pour la première fois de sa carrière. Les trois autres tournois majeurs, le Championnat Titleholders, le Western Open et l'Open américain, sont respectivement remportés par les Américaines Louise Suggs, Beverly Hanson et Kathy Cornelius.

## Participantes à la saison LPGA 1956
Les participantes ont deux statuts. Certaines sont devenues professionnelles, et pour certaines avant la création de ce circuit, mais de nombreuses amateures prennent également part aux tournois sans toutefois pouvoir recevoir le montant des gains en raison de leur statut.
| Participantes    | Participantes    | Participantes    | Participantes    | Participantes    |
| Professionnelles | Professionnelles | Professionnelles | Professionnelles | Professionnelles |
| ---------------- | ---------------- | ---------------- | ---------------- | ---------------- |
| Alice Bauer      | Patty Berg       | Vonnie Colby     | Kathy Cornelius  | Fay Crocker      |
| Betty Dodd       | Mary Lena Faulk  | Marlene Hagge    | Beverly Hanson   | Betty Jameson    |
| Betsy Rawls      | Louise Suggs     | Marilynn Smith   | Mickey Wright    | Joyce Ziske      |
| Amateures        |                  |                  |                  |                  |
| Ruth Jessen      | Barbara McIntire | Anne Quast       | Jackie Yates     |                  |

## Calendrier de la saison 1956
L'édition 1956 se déroule du 14 janvier 1956 au 21 octobre 1956. La tableau suivant présente tous les tournois programmés pour la saison 1956. Les chiffres entre parenthèses correspondent au nombre de victoires remportées au moment de la victoire de la golfeuse audit tournoi remporté. Il est à noter que tous les tournois considérés comme tournois majeurs sont reconnus comme victoires officielles au palmarès du LPGA et ajoutés au palmarès des golfeuses, même avant sa création en 1950. Les tournois majeurs sont indiqués en gras.
| Date       | Tournoi                                | Catégorie      | Dotation (US$) | Vainqueur individuelle |
| ---------- | -------------------------------------- | -------------- | -------------- | ---------------------- |
| 15/01/1956 | Open de Sea Island, Géorgie            |                | 3 000 $        | Marlene Hagge (4)      |
| 22/01/1956 | Open de Tampa, Floride                 |                | 4 500 $        | Betsy Rawls (19)       |
| 05/02/1956 | Open de la Havane, Cuba                |                | 3 500 $        | Louise Suggs (35)      |
| 12/02/1956 | Open de Serbin, Floride                |                | 3 500 $        | Fay Crocker (4)        |
| 16/02/1956 | Open de St. Petersburg, Floride        |                | 5 000 $        | Kathy Cornelius (1)    |
| 26/02/1956 | Open de Sarasota, Floride              |                | 5 000 $        | Betsy Rawls (20)       |
| 05/03/1956 | Open de Jacksonville, Floride          |                | 4 500 $        | Mickey Wright (1)      |
| 11/03/1956 | Championnat Titleholders, Géorgie      | Tournoi majeur | 5 000 $        | Louise Suggs (36)      |
| 15/04/1956 | Open de Babe Zaharias, Texas           |                | 4 000 $        | Marlene Hagge (5)      |
| 22/04/1956 | Open de Dallas, Texas                  |                | 7 500 $        | Patty Berg (41)        |
| 29/04/1956 | Open de Peach Blossom, Caroline du Sud |                | 4 000 $        | Betsy Rawls (21)       |
| 29/04/1956 | Open de Pittsburgh, Pennsylvanie       |                | 6 000 $        | Marlene Hagge (6)      |
| 10/06/1956 | Triangle Round Robin, Virginie         |                | 10 000 $       | Marlene Hagge (7)      |
| 24/06/1956 | Championnat LPGA, Indiana              | Tournoi majeur | 6 500 $        | Marlene Hagge (8)      |
| 01/07/1956 | Western Open, Iowa                     | Tournoi majeur | 5 000 $        | Beverly Hanson (8)     |
| 08/07/1956 | Open de Syracuse, New York             |                | 6 500 $        | Joyce Ziske (1)        |
| 29/07/1956 | Open américain, Minnesota              | Tournoi majeur | 6 000 $        | Kathy Cornelius (2)    |
| 05/08/1956 | All American Open, Illinois            |                | 5 000 $        | Louise Suggs (37)      |
| 12/08/1956 | World Championship, Illinois           |                | 14 000 $       | Marlene Hagge (9)      |
| 19/08/1956 | Open de St. Louis, Missouri            |                | 4 000 $        | Fay Crocker (5)        |
| 26/08/1956 | Open de Denver, Colorado               |                | 4 000 $        | Marlene Hagge (10)     |
| 16/09/1956 | Open de Clock, Californie              |                | 4 500 $        | Marlene Hagge (11)     |
| 07/10/1956 | Open de Kansas City, Missouri          |                | 5 000 $        | Mary Lena Faulk (1)    |
| 14/10/1956 | Open d'Arkansas, Arkansas              |                | 4 000 $        | Patty Berg (42)        |
| 21/10/1956 | Open de Lawton, Oklahoma               |                | 4 000 $        | Betty Dodd (1)         |

## Classements saison 1956

### Tableau des gains («Money list»)
Le tableau ci-dessous est le classement des golfeuses par gains obtenus sur cette saison 1956. Le classement par gains est remporté par Marlene Hagge avec 20 235 $ remportés.
| Cla. | Golfeuses     | Gains    | Victoires |
| ---- | ------------- | -------- | --------- |
| 1    | Marlene Hagge | 20 235 $ | 8         |

### Trophée Vare («Vare Trophy»)
Le tableau ci-dessous est le classement des golfeuses par scores les plus bas sur cette saison 1956.
| Cla. | Golfeuses  | Moyenne |
| ---- | ---------- | ------- |
| 1    | Patty Berg |         |